# Sakrobiznes

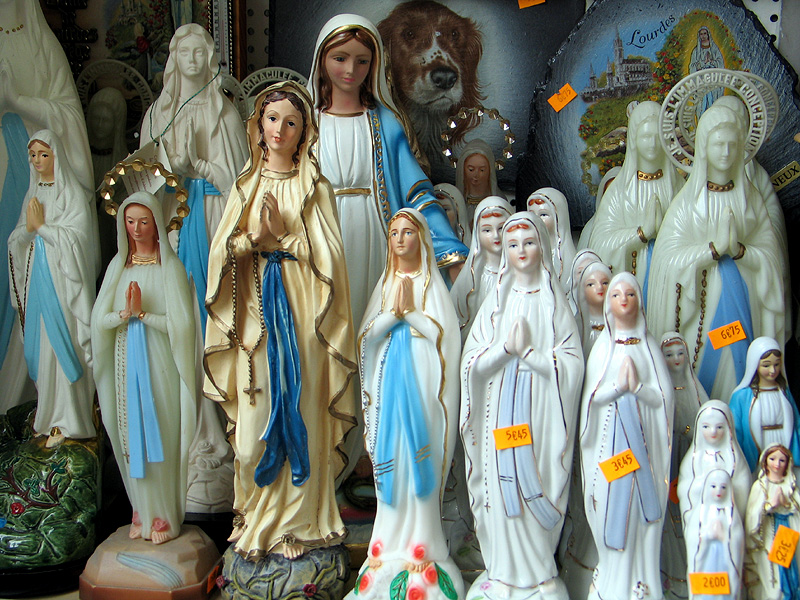
Figurki Maryi w Lourdes, fot. 2005 r.

Sakrobiznes – wszelka aktywność, w której działalność religijna (sakralna) splata się ze sferą zwyczajowo uznawaną za świecką, zwróconą ku celom pragmatycznym i/lub nie związanym ze sprawami wiary i religii. Może to być więc wykorzystywanie działalności religijnej lub nawiązywanie do religii w celu uzyskiwania skutków pozareligijnych jak i działanie w sferze pozareligijnej nakierowane na uzyskanie skutków związanych z daną religią. Zaliczają się tu zarówno działania proreligijne, antyreligijne jak i neutralne światopoglądowo.
Znamienne cechy sakrobiznesu to:
- odwoływanie się do religijności potocznej
- mieszanie porządków interpretacji.

Przykłady:
- wytwarzanie i handlowanie dewocjonaliami lub pseudo-relikwiami (np. obrazki, figurki, kartki pocztowe, breloczki, kubki, woda święcona itp.) w celu uzyskania doraźnych skutków ekonomicznych. Wytwory takie są zwykle pozbawione wartości artystycznej tzw. sakrokicz (zob. kicz), nakierowane na masowego odbiorcę (zob. kultura masowa) i odwołują się do religijności potocznej (czyli przeciętnej, pozbawionej refleksji i głębszych doświadczeń religijnych)
- organizowanie lub uprawianie tzw. turystyki religijnej, podróżowanie do miejsc kultu religijnego w kraju lub za granicę – na przykład uczestnicy udają się na pielgrzymkę zasadniczo jedynie w celu odbycia wycieczki lub towarzysko (w celu spotkania się z innymi osobami), choć oficjalnie deklarują motywację religijną
- wywoływanie sensacji pro- lub antyreligijnej (zwykle w celu uzyskania efektów pozareligijnych np. przyciągnięcia uwagi, zainteresowania innych) – w zakresie tym mieści się na przykład twórczość artystyczna Oliviero Toscaniego (reklamy), twórczość artystyczna Doroty Nieznalskiej (zob. też. Pasja), produkcja filmów lub wydawanie książek nawiązujących do tematyki religijnej, które czasami budzą pewną sensacje i nastawione są na szybki zysk (np. niektóre pozycje książkowe Wydawnictwa Uraeus albo książka Margaret Starbird Święta oblubienica. Maria Magdalena i Święty Graal i inne tajemnice Kościoła; filmy: Ksiądz, Pasja, Między piekłem a niebem, Miasto aniołów, Uwierz w ducha, Anioł na ziemi, Dotyk anioła, Autostrada do nieba, Arka Noego)
- śpiewanie pieśni religijnych na młodzieżowych koncertach muzyki popularnej (co bywa interpretowane jako postawa proreligijna lub antyreligijna lecz zawsze wywołuje szczególną reakcję publiczności) lub prowokacyjne zachowania gwiazd popkultury (np. Dorota Rabczewska, Kuba Wojewódzki)
- traktowania osób posiadających szczególny status na polu religii jako ikon popkultury (najczęściej w celu osiągnięcia doraźnych skutków merkantylnych) – na przykład publikacje albumów z Janem Pawłem II, wizerunków znanych świętych itp.
- umieszczanie napisów o charakterze religijnym na przedmiotach o charakterze świeckim (np. In God We Trust na banknotach dolarowych lub Gott mit uns na mundurach żołnierzy)
- łączenie idei religijnych z ideami politycznymi np. nacjonalizmem (tzw. nacjonalizm wyznaniowy)
- święcenie przedmiotów i miejsc niemających związku z religią lub wykorzystywanych do celów niezgodnych z ideami głoszonymi oficjalnie przez religię (np. święcenie czołgów, dział, artylerii; dyskotek, pubów, centrów rozrywki o wątpliwej renomie itp.)
- wykorzystywanie technologii, technik lub retoryki, stosowanej zwyczajowo w celach pozareligijnych (np. w reklamach), do osiągnięcia zmiany postaw religijnych (np. tekst: Wielka promocja miłości. Sakrament pojednania codziennie w twoim kościele. Instrukcja obsługi w książeczce do nabożeństwa albo wprowadzanie tekstów o charakterze religijnym do haseł Wikipedii niezwiązanych lub luźno związanych z religią)